# پریتاون (آرکانزاس)
پریتاون (آرکانزاس) (به انگلیسی: Perrytown, Arkansas) یک شهر در ایالات متحده آمریکا با جمعیت ۲۷۲ نفر است که در آرکانزاس واقع شده‌است.

## موقعیت جغرافیایی
موقعیت جغرافیایی شهرها و مناطق اطراف به شرح زیر است: